# João Mário
João Mário Naval da Costa Eduardo (* 19. ledna 1993 Porto) je portugalský profesionální fotbalista, který hraje na pozici středního záložníka za turecký klub Beşiktaş JK kde je na hostování s opcí z Benficy Lisabon

## Klubová kariéra
Hrál za Sporting Lisabon (2011–2016; při tom hostování ve Vitórii Setúbal) a od roku 2016 je na soupisce Interu Milán, přičemž byl povětšinou na hostováních, nejprve ve West Hamu United, později v Lokomotivu Moskva a v sezóně 2020/21 hostoval ve Sportingu Lisabon. V létě 2021 přestoupil do Benficy Lisabon.

## Reprezentační kariéra
Od roku 2014 hraje za portugalskou reprezentaci, odehrál za ni 45 utkání, v nichž vstřelil dvě branky (ke 14. říjnu 2019). Stal se s ní mistrem Evropy v roce 2016. Zúčastnil se i mistrovství světa 2018 (Portugalci vypadli v osmifinále). Získal rovněž stříbro na evropském šampionátu jednadvacítek v roce 2015.